# Molgula pumila
Molgula pumila is een zakpijpensoort uit de familie van de Molgulidae. De wetenschappelijke naam van de soort werd in 1976 voor het eerst geldig gepubliceerd door Françoise en Claude Monniot.